# Nuestra Señora de Ocotlán
Nuestra Señora de Ocotlán es una advocación mariana que nace al sur de la Ciudad de Tlaxcala, más específicamente en la pequeña comunidad de Ocotlán a principios del Siglo XVI, tras una supuesta aparición de la Virgen María a un indígena de nombre Juan Diego Bernardino en el año de 1541, actualmente Nuestra Señora de Ocotlán es considerada como la patrona de las diócesis de Tlaxcala y Puebla.
La venerada imagen de Nuestra Señora de Ocotlán  se encuentra resguardada en la Basílica de Ocotlán Tlaxcala, el destino en cuestión se ha convertido en un famoso sitio de  peregrinaciones, tanto de locales como de extranjeros, en el que se puede apreciar  tanto la imagen de la virgen, así como los distintos retablos de estilo barroco, que perfectamente se conservan en su interior.
El 11 de enero de 1764, el papa Clemente XIII aprobó y confirmó el patronato de Nuestra Señora de Ocotlán sobre las ciudades de Tlaxcala y Puebla.

## Leyenda
El 9 de febrero de 1541, un joven nativo de Xiloxoxtla Tlaxcala de nombre Juan Diego Bernardino se dirigía a llevar agua de un río considerado en aquel entonces como poseedor de propiedades curativas; debido a una epidemia de peste que estaba asolando la región, Diego Bernardino deseaba llevar agua de ese río a su familia, gravemente enferma. Al llegar a lo alto de la colina, se encontró con una hermosa dama que le preguntó: «Dios te bendiga hijo mío ¿a dónde vas?». Juan Diego replicó que iba en busca de agua medicinal para su familia, a lo que la dama respondió: «Sígueme. Te daré otra agua con la cual extinguirás el contagio y curarás no solo a tu familia sino a todo aquel que beba de ella, porque mi corazón siempre se inclina hacia los humildes y no tolerará ver tales cosas sin remediarlas». La mujer condujo a Juan Bernardino colina abajo a medida que empezaba a caer la noche; a los pies de la misma había un pinar en el cual se hallaba un manantial de agua, existente hoy día. La dama informó a Juan Diego de que quien bebiese de esa agua recobraría la salud, declarando así mismo que encontraría una imagen de ella en el pinar en el que estaban, un «verdadero retrato de sus perfecciones y clemencias», y que debería aconsejar a los padres franciscanos colocarla en la Iglesia de San Lorenzo situada en la cumbre de la colina.
Juan Diego recogió agua del manantial y se apresuró a dársela de beber a los enfermos. Posteriormente acudió al monasterio franciscano para informar a los frailes de lo ocurrido, quienes creyeron en la veracidad de la historia al contemplar la expresión del hombre mientras se la relataba, además de por el hecho de que Juan Diego fungía como monaguillo en el lugar con regularidad. Esa tarde, los frailes lo siguieron hasta el pinar; los árboles estaban ardiendo a la luz del crepúsculo sin llegar a consumirse. Uno de ellos era particularmente grueso, por lo que decidieron abrirlo con un hacha, hallando en su interior la imagen de la Virgen María de la que Juan Diego había hablado. Tras preparar una camilla con tres ramas y adornarla con flores, la estatua fue cargada a hombros y conducida a la Iglesia de San Lorenzo, donde ocupó el puesto de imagen titular (la leyenda sostiene que el sacristán bajó tres veces la imagen y que «los ángeles la regresaron tres veces al lugar»).
Según el documento del siglo xvi Relación de la aparición de la Virgen de Ocotlán, firmado por Fray Martín Sarmiento de Hojacastro en Tlaxcala «en el mes de abril de mil quinientos cuarenta y siete años» y descubierto por Hugo G. Nutini en 1963:

Tomado y recibido el juramento del Guardian, prometió decir la verdad del indio Juan Diego y siendo cuestionado dijo haber hablado con la Santa María Virgen doce días antes del mes de mayo pasado, dentro de un pino ardiendo, vestida con huipil blanco y un titixtle azul, que le encargo le construyera el templo en su honor.

Los restos de Juan Diego están depositados en una capilla de la Iglesia de Santa Isabel,donde adicionalmente se encuentra un Museo. 

## Basílica de Nuestra Señora de Ocotlán
La Virgen se apareció en lo que actualmente es la capilla “El Pocito” que está a unos 500 metros la Basílica. La primera mención a un templo, figura en un escrito del historiador Diego Muñoz Camargo, quien hace referencia al lugar como un centro de misioneros franciscanos en Tlaxcala en 1588 o 1589 llamado Santa María Ocotla.En un libro anterior se refiere al «nacimiento desta agua» en el punto en el que se halla una cruz entre un grupo de árboles. Por su parte, el 29 de julio de 1644 Juan de Palafox, entonces arzobispo de Puebla, realizó una visita al santuario, si bien no hizo mención alguna a la estatua, escribiendo que recitó el rosario y alabó la devoción religiosa de los habitantes de la ciudad. La primera mención de la imagen de la Virgen se remonta a 1689, en un frontispicio sobre la historia de Tlaxcala publicado por Juan Buenaventura Zapata y Mendoza.
Diego Osorio de Escobar, arzobispo de Puebla en 1670, nombró a Juan de Escobar capellán del templo; Escobar fue el responsable de la construcción de la actual planta baja del santuario, con coro, presbiterio, transepto y cúpula. El segundo capellán, Francisco Fernández, estuvo a cargo del templo desde 1691 hasta 1716, siendo él quien instaló el retablo dedicado a Nuestra Señora de Guadalupe. El tercer capellán, Manuel Loayzaga, fue el responsable de dotar al templo de su aspecto actual; colocó el magnífico retablo central con el gran nicho de plata en el que se encuentra la estatua así como el púlpito, aunque el elemento más importante lo constituye el camarín, la capilla octogonal emplazada tras el nicho y empleada como vestidor de la Virgen. La misma está decorada con columnas salomónicas, pinturas de los doctores de la Iglesia que defendieron a la Virgen María, y, en el centro, la gran mesa redonda en la que se dispone la estatua mientras es vestida. Adicionalmente, Loayzaga hizo imprimir la versión final de la leyenda de Ocotlán (considerada la versión oficial), publicando dos ediciones de su libro Historia de la milagrosíssima imagen de Nuestra Señora de Occotlán en 1747 y 1750.
El santuario fue elevado a colegiata el 8 de septiembre de 1906 por el papa Pio X. El papa Pio XII concedió a la colegiata la dignidad de Basílica menor  el 19 de mayo d 1954.

## La imagen de la Virgen
La imagen de Nuestra Señora de Ocotlán, de influencia gótica, constituye la obra central del santuario. De una sola pieza, mide 148 cm de altura y está realizada en madera maciza policromada y estofada de pino moctezuma (también conocido como ocote), según datos aportados por peritos en estatuarias en 1755. La talla, situada sobre un pedestal de plata repujada y ligeramente inclinada hacia delante, porta una túnica larga de color dorado con ribete rojo y un manto; este fue en su momento de color azul, pero tras desaparecer la policromía quedaron al descubierto más tonos dorados. La imagen, de tez clara y cabeza tallada a la manera griega, permanece erguida, con la vista dirigida al frente y las manos juntas sobre el pecho, siendo el cabello, rizo y esculpido sobre la imagen, de color castaño. Una réplica de la estatua custodiada en el Museo de la Memoria muestra siete trenzas en la espalda. 
Normalmente, la talla está vestida con una de las numerosas capas que posee, luciendo así mismo una corona regalada en 1795. Además, está ornamentada con pendientes (la imagen presenta las orejas perforadas) al igual que con varios anillos y un cetro. En la base, una luna creciente, sobre la que figura el rostro de un hombre mirándola directamente, constituye una confirmación de que la identidad de la estatua se corresponde con la Inmaculada Concepción. La imagen obtuvo la autorización para su coronación canónica por parte el papa Pío X el 18 de enero de 1909, siendo finalmente coronada por el arzobispo Eulogio Gillow y Zavalza el 31 de julio del mismo año. 

## Festividad
La Imagen de Nuestra Señora de Ocotlán  es bajada del nicho que la custodia en tres distintas fechas señaladas: en Año Nuevo para conmemorar la solemnidad  de María, Madre de Dios y el primer y tercer lunes del mes de mayo, día de su festividad. Las procesiones de este último día son denominadas popularmente como «la bajada» y «la subida», con las calles de Tlaxcala adornadas con flores, confeti, festones, alfombras florales y serrín de colores.